# Acrogenospora gigantospora
Acrogenospora gigantospora är en svampart som beskrevs av S. Hughes 1978. Acrogenospora gigantospora ingår i släktet Acrogenospora och familjen Hysteriaceae.   Inga underarter finns listade i Catalogue of Life.